# 天主教普拉塔港教區
天主教普拉塔港教區（拉丁語：Dioecesis Portus Argentarii）是多明尼加共和國一個羅馬天主教教區，屬聖地牙哥總教區。
教區1996年12月16日成立，管轄範圍包括艾斯派亞省和銀港省的一部分。2004年有教友338,560人，佔轄區總人口97.9%。教區下轄卅一個堂區，有廿四名司鐸。現任教區主教為胡里奧·凱撒·科尼爾·阿馬羅。